# الینا پاخولشیک
الینا پاخولشیک (اوکراینی: Олена Іванівна Пахольчик؛ زادهٔ ۲ نوامبر ۱۹۶۴) قایقران قایق بادبانی اهل اوکراین است.